# Joaia Mare
Joaia Mare – wieś w Rumunii, w okręgu Arad, w gminie Almaș. W 2011 roku liczyła 191 mieszkańców. 